# Fernsehturm von Jakutsk

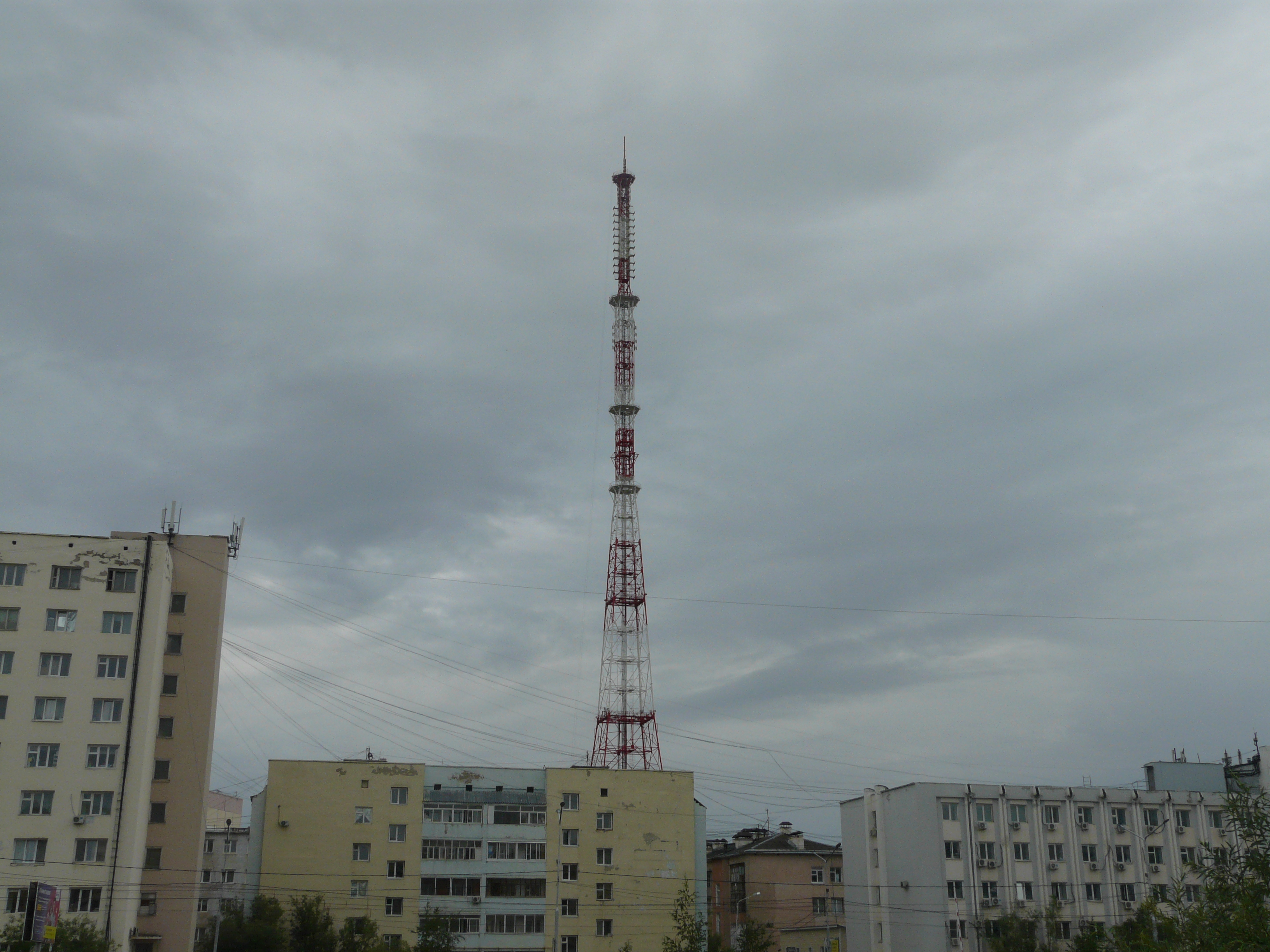
Ansicht des Fernsehturms

Der Fernsehturm von Jakutsk ist ein im Oktober 1982 in Betrieb genommener Fernsehturm, der von einer Regionnalniederlassung des RTRS (Radio and Broadcasting Center der Republik Sacha (Jakutien)) betrieben wird. Seine höchste Plattform liegt bei 225,86 Metern.

## Geschichte

### 1980er Jahre
In der Anfangsphase wurde der Bau des Fernsehturms in Jakutsk von einem Team aus Chabarowsk übernommen. Dieses errichtete von Grund auf ein starkes Pfahlfundament für die Stützen. Um das fast 500 Tonnen schwere Bauwerk unter Permafrostbedingungen zu stabilisieren, wurde jeder Pfahl in Form eines Quadrats mit einer Seitenlänge von 31 Metern hergestellt.
In der ersten Phase wurde die Installation schrittweise durchgeführt. Dabei kam ein Hängekran mit einer Hubkapazität von bis zu 2,5 Tonnen zum Einsatz, welcher nur bis zu einer Temperatur von maximal minus 40 Grad Celsius arbeiten durfte. Da der Winter 1981/1982 in Jakutsk streng war, musste der dadurch entstandene Rückstand im Frühjahr aufgeholt werden.
Als man an Höhe gewann, kam ein 12-Tonnen-Kran zum Einsatz. Ursprünglich war eine Montage des Turms auf traditionelle Weise vorgesehen. Um jedoch Zeit und Geld zu sparen, entschied man sich für eine vertikale Montage vom Mi-10K-Hubschrauber aus. Im Sommer 1982 traf eine Mannschaft von Hubschrauberpiloten aus Tjumen unter der Leitung des Piloten Nikolaj Nikolajewitsch Babintsev, in Jakutsk ein. Ab einer Höhe von 138 Metern wurden 13 der 31 Abschnitte mithilfe des Mi-10K montiert. Die dreizehnte Sektion sollte ursprünglich ohne Plattform auskommen, doch nach Überarbeitung des Stabilisierungssystems wurde in einer Höhe von 225 Metern eine 2,5 mal 2,5 Meter große Plattform errichtet. Es dauerte etwa zweieinhalb Stunden, um jedes Teilstück mit 48 Bolzen zu verschrauben und zu nivellieren.
Die Arbeiter wurden gebeten, die Arbeiten am Wahltag abzuschließen. Am 20. Juni dauerte der Arbeitstag der Installateure 16 Stunden mit einigen Pausen und einem leichten Mittagessen auf der 200-Meter-Marke, aber sie hielten die Frist ein.
Die vertikale Montage stellte sich im Nachhinein als richtige Entscheidung aus. Statt drei Monaten, die für die erdgebundenen Montageverfahren vorgesehen sind, dauerte die Arbeit nur 4 Tage. Das sparte dem Budget 230 Tausend Rubel.
Der im Oktober 1982 in Betrieb genommene Turm ermöglichte es den Jakutern, nicht nur zwei, sondern drei Fernsehprogramme zu sehen. Er vergrößerte den Radius der Fernsehübertragung auf 70 Kilometer und verbesserte die Empfangsqualität in Jakutsk, Schatai, Oktemtsy und Kangalassy. Auch der Fernsehempfang in Mokhsogollokh, Borogontsev und Namtsy verbesserte sich erheblich.

### 2000er Jahre
Damit das höchste Objekt der Stadt in der Dunkelheit als einer markante Struktur sichtbar ist, wurde am Fernsehturm am 15. März 2018 eine Beleuchtungsanlage installiert.

## Beschreibung
Der Fernsehturm ist ein freistehender Gittermast aus Metall in der russischen Stadt Jakutsk. Mit einer Höhe von 225,875 Metern zählt er zu den höchsten Bauwerken in der Region.
Die Konstruktion besteht aus 31 Segmenten, die durch Flanschverbindungen mit Schrauben normaler Genauigkeit zusammengefügt sind. Im unteren Bereich (Markierungen 0 bis 198,875 Metern) bestehen die Gitterelemente aus nahtlos warmgewalzten Stahlrohren. In den Abschnitten von 198,875 bis 205,625 Metern sowie von 212,375 bis 219,125 Metern bestehen die Stränge aus gepaarten gleichschenkligen Winkeln, die einen quadratischen Querschnitt bilden. Gürtel und Abstandshalter im Bereich von 198,975 bis 225,875 Metern bestehen wiederum aus nahtlosen, heißgeformten Rohren.
Das Fundament des Turms ist ein Pfahlfundament, dessen oberer Schnittpunkt 1,2 Meter über dem Bodenniveau liegt. Der Achsabstand der Fundamente beträgt 31 × 31 Meter. Die Standardabmessungen der Fundamente betragen 3,2 × 3,2 Meter, mit Ausnahme der Fundamente entlang der Achsen 1/A, die 4,1 × 4,1 Meter messen.
Für die Beleuchtung des Turms sorgen über 200 LED-Scheinwerfer, die den Turmkörper in mehreren Höhenabschnitten erhellen: von 32–64 m, 64–96 m, 96–128 m, 128–151 m, 151–185 m und 185–225 m. Zusätzlich werden Aussichtsplattformen auf 128 m, 151 m, 185 m und 225 m beleuchtet.

## Fakten
Der Fernsehturm war der zweite in der Geschichte der UdSSR, welcher aus der Luft montiert wurde.
Es ist der siebthöchste Fernsehturm Russlands, der höchste in Sibirien und die höchste Konstruktion, die auf Permafrost steht.